# Carrier Corporation
Carrier Global Corporation — американская компания, занимающаяся производством климатических систем и оборудования. С 1979 по 2020 год входила в холдинг United Technologies. В числе крупнейших компаний США по размеру выручки в 2022 году (список Fortune 500) Carrier Global заняла 169-е место. В списке крупнейших публичных компаний мира Forbes Global 2000 за 2022 год Carrier Global заняла 509-е место.

## История
В 1902 году Уиллис Кэрриер изобрёл первый кондиционер; в то время Кэрриер работал в компании Buffalo Forge, производителе обогревательного оборудования. Первый кондиционер Кэрриера был установлен у нью-йоркского полиграфиста, у которого были проблемы с печатью качественного цветного изображения, поскольку изменяющаяся влажность воздуха вызывала изменение размеров бумажного листа и смещение мест нанесения красок. Первая поставка системы Кэрриера за пределы США была осуществлена в Японию в 1907 году для шёлковой фабрики в Иокогаме. В 1908 году для производства кондиционеров была создана Carrier Air Conditioning Company of America, дочерняя компания Buffalo Forge. В июне 1915 года предприятие Кэрриера стало независимым под названием Carrier Engineering Corporation. В 1922 году компания начала выпуск чиллеров с центробежным компрессором; если прежние модели лишь регулировали влажность воздуха, новое оборудование могло его эффективно охлаждать. Первая такая система была установлена в торговом центре в Детройте в 1924 году, а в 1929 году ими были оснащены здания Конгресса и Сената США. В 1923 года фирмой Carrier выпущен турбокомпрессорный холодильный агрегат на дихлорэтилене.
В октябре 1930 года компания была зарегистрирована под названием Carrier Corporation. В следующие три десятилетия Carrier росла за счёт поглощений и расширения международной сети. К началу 1970-х годов сфера интересов расширилась в производство энергетического оборудования и турбин, электроизмерительных приборов, систем переработки отходов, электромоторов, лакокрасочной продукции и финансовых услуг, производственные мощности имелись в 12 странах. В 1970-х годах в деятельности компании начался спад, она значительно отстала от конкурентов в техническом отношении, продукция была невысокого качества. В конце десятилетия компания не смогла сохранить самостоятельность и 6 июня 1979 года была поглощена корпорацией United Technologies.
В течение 1980-х годов были проданы непрофильные подразделения, существенно сокращён персонал и обновлён модельный ряд кондиционеров. В 1990 году штаб-квартира была перенесена из Сиракьюс (штат Нью-Йорк), где изначально базировалась компания, в Хартфорд (Коннектикут). В ходе дальнейшей реорганизации, начавшейся в 1992 году, было закрыто или объединено более 100 заводов компании и сокращено 11 тыс. сотрудников, значительный акцент был сделан на быстрорастущие рынки Юго-Восточной Азии, по 100 млн долларов в год тратилось на научно-исследовательскую деятельность. К середине 1990-х годов выручка компании достигла 5 млрд долларов, из них более половины вне США. В 1999 году была куплена International Comfort Products Corporation, а в 2000 году — подразделение коммерческого холодильного оборудования компании Electrolux. Кроме этого в 1999 году было создано совместное предприятие с Toshiba по производству кондиционеров в Японии. В 2004 году было куплено подразделение холодильного оборудования немецкого концерна Linde.
В ноябре 2018 года United Technologies объявила о планах отделить Carrier в самостоятельную компанию, что было окончательно оформлено в апреле 2020 года.

## Деятельность
На страны Америки приходится 54 % выручки, на Европу, Ближний Восток и Африку — 29 %, на Азиатско-Тихоокеанский регион — 17 %. На оборудование приходится 73 % выручки, а на ремонт и обслуживание — 27 %.
Подразделения по состоянию на 2021 год:
- Оборудование для обогрева, вентиляции и кондиционирования воздуха — 54 % выручки.
- Холодильное оборудование — 20 % выручки.
- Противопожарные системы и безопасность — 26 % выручки.

## Продукция
Главные продукты:
- чиллеры
- фанкойлы
- сплит-системы
- мобильные кондиционеры
- центральные кондиционеры
- компрессорно-конденсаторные блоки с воздушным охлаждением агрегата
- моноблочные кондиционеры внутренней установки и крышные кондиционеры
- конденсаторы и охладители жидкости с воздушным охлаждением